# Kasteel Burbant

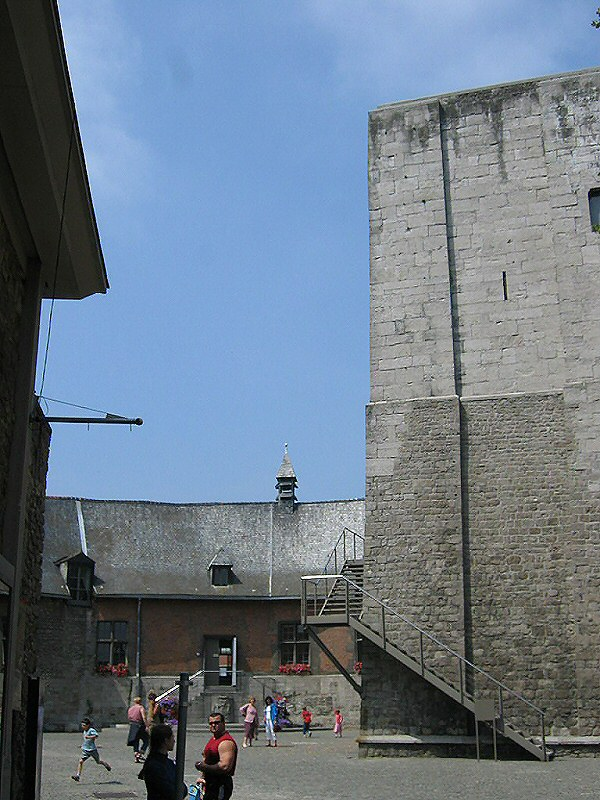
Slottoren en opperhof van kasteel Burbant

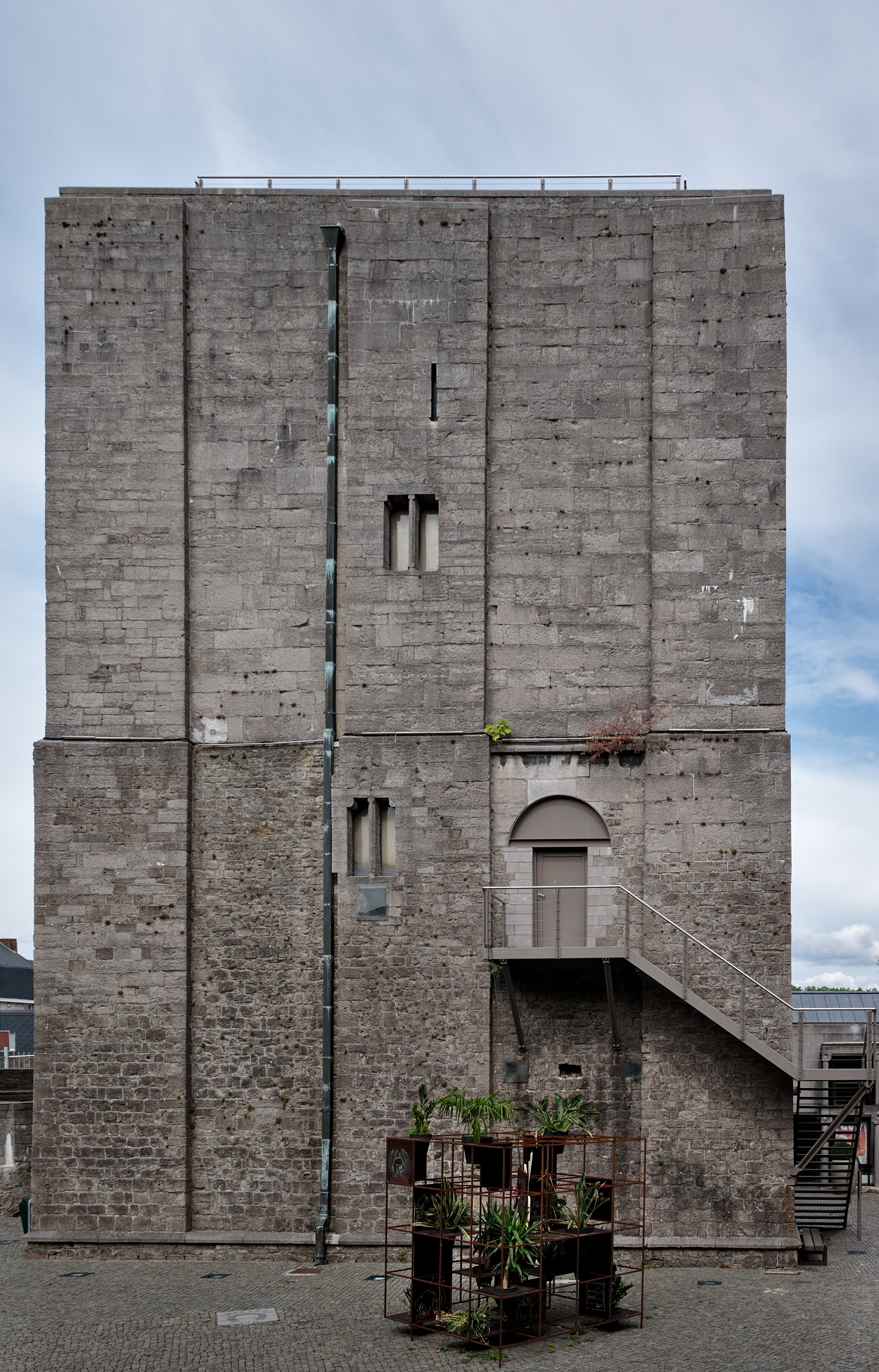
Donjon met de later aangebrachte deur

Het kasteel Burbant met de Burbanttoren bevindt zich in de stad Aat (Ath) in de Belgische provincie Henegouwen. Boudewijn IV, de graaf van Henegouwen, liet deze vierkante toren in Anglo-Normandische stijl in 1166 optrekken. Hij heeft een hoogte van 20 meter, is 14,4 meter lang en heeft 4 meter dikke muren. De toren had geen deuren en was alleen toegankelijk via inschuifbare ladders. De slottoren maakt deel uit van een burcht met twee ronde binnenpleinen omgeven door een omheining. 
Rond 1185 werd een versterking opgetrokken rond het opperhof. De veelhoekige ommuring met een diameter van 50 meter moest de administratieve, woon- en religieuze vertrekken beschermen. In de 13e eeuw werd ook een versterking opgetrokken rond het neerhof. De gebouwen rond het opperhof dateren uit de 16e en 18e eeuw. In deze vertrekken, die gebouwd zijn boven op de middeleeuwse kelders en op de vestingmuur, is momenteel het cultureel centrum van Aat gevestigd. Van het neerhof bestaan alleen nog de ruïnes van de vestingmuur uit de 13e eeuw.

## Functie
De toren had een defensieve functie. In de kelderverdieping werd proviand bewaard voor de bewoners. Later werd in deze kelderverdieping een gevangenis ingericht met twee cellen, de Hel en het Paradijs. Op de eerste verdieping was er de keuken met een grote haard, waarvan de schoorsteen diende om de andere verdiepingen te verwarmen. Het hoofdvertrek met woonfunctie bevond zich op de tweede verdieping. De grote woonkamer is zeven meter lang en tot vier meter hoog, met een stenen gewelf en boog. Hier waren ook latrines.